# Kabeer Gbaja-Biamila
Muhammed-Kabeer Olanrewaju Gbaja-Biamila Sr. (Los Angeles, 24 settembre 1977) è un ex giocatore di football americano statunitense che ha militato nel ruolo di defensive end per tutta la carriera con i Green Bay Packers della National Football League (NFL).

## Carriera
Gbaja-Biamila fu scelto dai Packers nel corso del quinto giro del Draft NFL 2000 come 149º assoluto. Nel 2003 divenne il primo giocatore della storia dei Packers a fare registrare 10 o più sack per tre stagioni consecutive. Quell’anno fu convocato per il suo unico Pro Bowl. L’anno seguente mise a segno 13,5 sack
Durante la stagione 2006, Gbaja-Biamila perse il ruolo di titolare in favore di Aaron Kampman e Cullen Jenkins, accettando di giocare principalmente in azioni sui passaggi.
Nell’ottobre 2007, Gbaja-Biamila superò il record dei Green Bay Packers giungendo a quota 69 sack, sopravanzando Reggie White. Tale primato fu superato in seguito da Clay Matthews.
Gbaja-Biamila disputò 7 partite (di cui una come titolare) nel 2008, facendo registrare 9 tackle, 0,5 sack e un passaggio deviato. Fu svincolato il 1º novembre.
Nel 2013 fu introdotto, assieme al kicker Chris Jacke nella Green Bay Packers Hall of Fame.

## Palmarès
- Convocazioni al Pro Bowl: 1

2003
- Green Bay Packers Hall of Fame